# Kasinka Mała
Kasinka Mała is een plaats in het Poolse district Limanowski, woiwodschap Klein-Polen. De plaats maakt deel uit van de gemeente Mszana Dolna en telt 3500 inwoners.